# Pabstita
La pabstita és un mineral de la classe dels silicats que pertany al grup de la benitoïta. Va ser anomenada en honor del mineralogista Adolf Pabst (1899-1990), qui va ser president de la Societat Mineralògica d'Amèrica, l'IMA i la Societat Cristal·logràfica d'Amèrica.

## Característiques
La pabstita és un ciclosilicat de fórmula química BaSnSi₃O9. Cristal·litza en el sistema hexagonal, poques vegades en cristalls que mostren un contorn trigonal, en canvi és més habitual que es trobi en forma de grans anèdrics o agregats, de fins a 1 cm. La seva duresa a l'escala de Mohs és 6. És l'anàleg mineral amb estany de la benitoïta.
Segons la classificació de Nickel-Strunz, la pabstita pertany a «09.CA - Ciclosilicats, amb enllaços senzills de 3 [Si₃O9]6- (dreier-Einfachringe), sense anions complexos aïllats» juntament amb els següents minerals: bazirita, benitoïta, wadeïta, calciocatapleiïta, catapleiïta, pseudowol·lastonita, margarosanita, walstromita i bobtrail·lita.

## Formació i jaciments
La pabstita va ser descoberta a la pedrera Kalkar, al comtat de Santa Cruz (Califòrnia, Estats Units) com a farciments de fractura i grans disseminats en roques calcàries silícies recristal·litzades
que mostra evidències de metamorfisme de contacte. També ha estat descrita a Tres Pozos (Baixa Califòrnia, Mèxic), al Kirguizstan i al Tadjikistan.